# Port lotniczy Maliana
Port lotniczy Maliana (port. Aeroporto Maliana, IATA: MPT, ICAO: WPMN) – port lotniczy zlokalizowany w Malianie, w Timorze Wschodnim. Jest to szósty co do wielkości port lotniczy tego kraju.